# 坡路站
坡路站是一座多倫多地鐵布魯亞－丹佛線車站，坐落加拿大安大略省多倫多坡路（Pape Avenue）和丹佛路（Danforth Avenue）的交界處以北，於1966年2月26日聯同該地鐵線的首期路段一起開幕。
下列由多倫多公車局營運的巴士線駛經坡路站：
- 25號當妙斯巴士線（Don Mills）
- 72號坡路巴士線（Pape）
- 81號除棘公園巴士線（Thorncliffe Park）
- 185號當妙斯特快巴士線（Don Mills Rocket）
- 325號當妙斯深宵巴士線（Don Mills Blue Night Bus）

## 外部連結
- 维基共享资源上的相關多媒體資源：坡路站
- （英文）TTC Pape Station （页面存档备份，存于）－多倫多公車局網站 坡路站頁面